# Bucklige Wasserlinse
Die Bucklige Wasserlinse (Lemna gibba) ist eine Pflanzenart aus der Gattung der Wasserlinsen (Lemna) innerhalb der Familie der Aronstabgewächse (Araceae). 

## Beschreibung

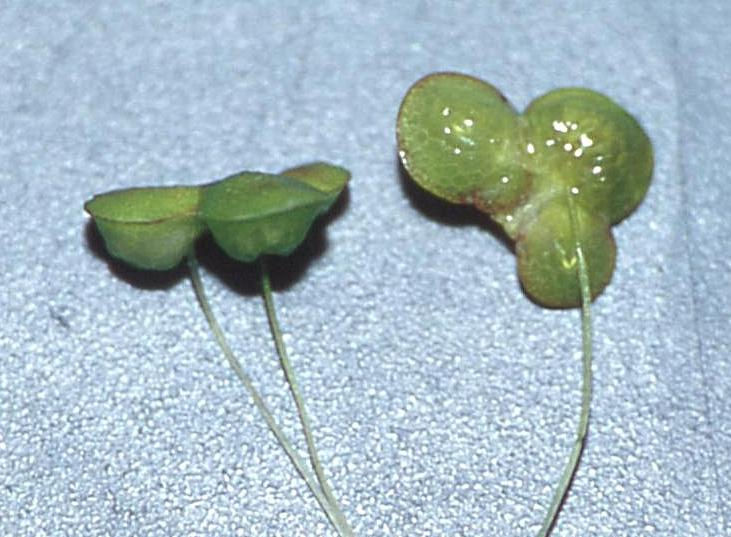
Im Querprofil (links) und von unten (rechts); beachte auch die einzelnen Wurzelfäden je Sprossglied (rechts teilweise fehlend)

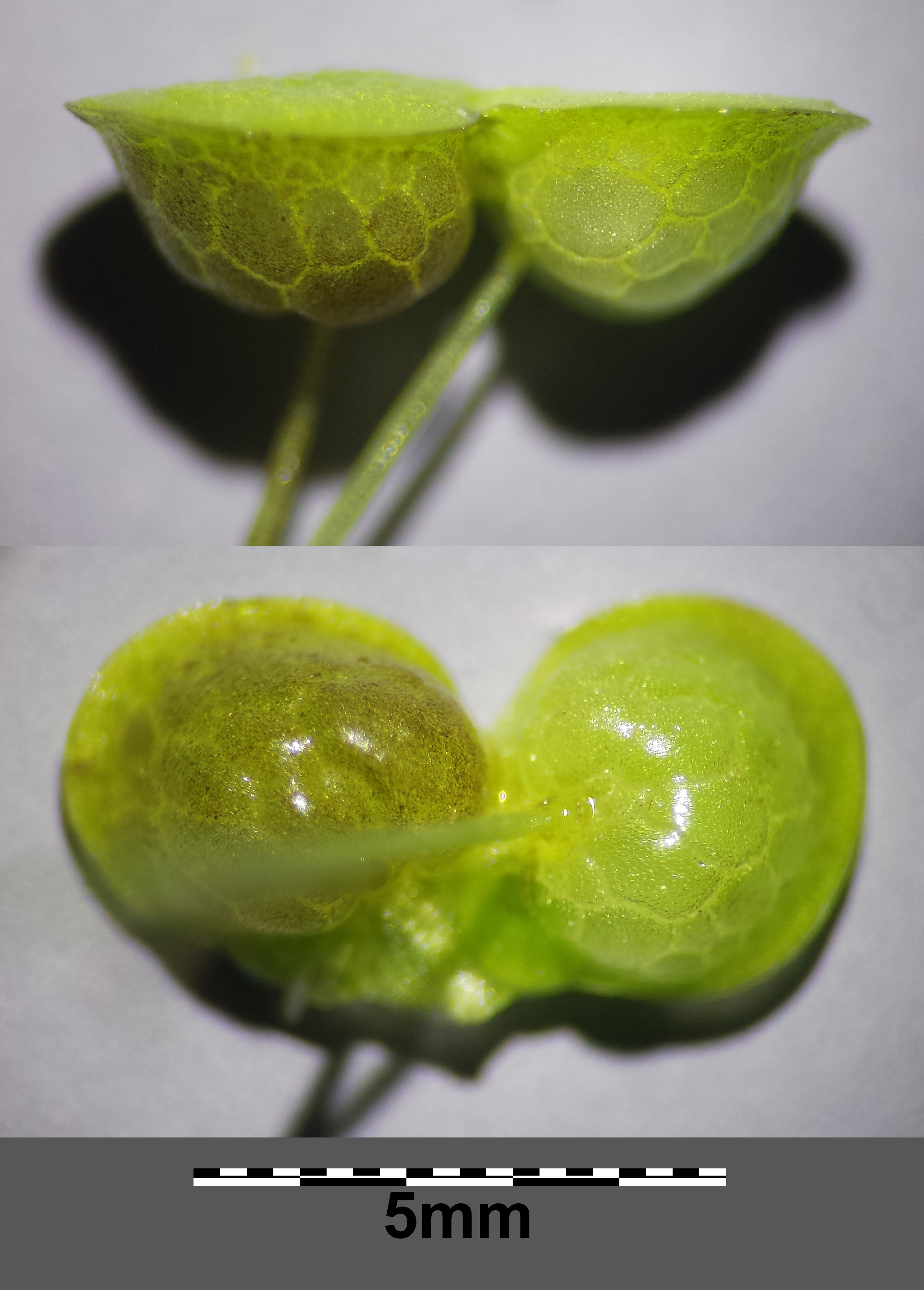
Unterseits bauchig aufgetriebene Sprossglieder

Es fehlt eine Gliederung in Stängel und Blatt. Wasserlinsen bestehen meist aus einem oder mehreren grünen „Blättchen“ (genauer: Phyllokladien), die luftgefüllte Hohlräume enthalten. Sie schwimmen damit auf der Oberfläche von Gewässern. Von diesen Blättchen senkt sich je eine Wurzel ins Wasser herab, mit der Nährsalze aufgenommen werden können. 
Die Schwimmblätter sind 2 bis 6 Millimeter groß, rundlich-oval und drei- bis fünfnervig. Die Bucklige Wasserlinse lässt sich vor allem durch ihre im Sommer stark bauchig aufgetriebene Unterseite ihrer Sprossglieder von den anderen, flacher gebauten Arten unterscheiden. Meist ist das Muster der mehr oder weniger großen Atemhöhlen auf der Unterseite als netzartige Struktur gut erkennbar. Auch die Oberseite ist leicht gewölbt. Im Herbst flachen sich die Sprossglieder allerdings wieder ab. Die Bucklige Wasserlinse gehört zu den gängigen Wasserlinsenarten, wird aber oft verkannt und unkritisch als Kleine Wasserlinse angesprochen. Meist hängen ein bis drei (selten sechs) Sprossglieder zusammen.
Der Blütenstand besteht aus zwei Staubblättern und einem Fruchtknoten, umgeben von einem Hüllblatt.
Die Chromosomenzahl beträgt 2n = 40, seltener 50 oder 60, außerhalb Europas auch 2n = 70 oder 80.

## Ökologie
Wasserlinsen vermehren sich vor allem ungeschlechtlich durch Sprossung, bei der seitlich hervorwachsende Sprosse entweder mit der Mutterpflanze verbunden bleiben oder sich selbstständig machen. Nur selten bildet die Wasserlinse kleine, unscheinbare Blüten aus. Im Herbst speichert sie Stärke, um dann zur Überwinterung auf den frostfreien Grund abzusinken.
Durch die vollständige Bedeckung des Gewässers tritt nur noch wenig Licht ins Gewässer ein, was submers vorkommende Pflanzen am Wachstum hindert und beispielsweise auch die Wassertemperatur beeinflusst. Die große Biomasseproduktion von im Herbst absterbenden Sprossgliedern trägt zur Verschlammung des Gewässers bei. 

## Vorkommen
Die Bucklige Wasserlinse ist von Europa bis Zentralasien und Pakistan, in Afrika und in Nord- und Südamerika weitverbreitet. In Japan und Sri Lanka ist sie ein Neophyt.
Lemna gibba kommt auf besonnten, stehenden, sehr nährstoffreichen (stickstoffbelasteten) Gewässern, wie etwa Teichen und Viehtränken vor, die sie bald mit ihren Schwimmblättern völlig überzieht. Die Bucklige Wasserlinse bildet sowohl monospezifische Dominanzbestände als auch Gesellschaften mit anderen Wasserlinsen-Arten. Lemna gibba ist eine Charakterart des Lemnetum gibbae aus dem Verband Lemnion minoris.
Die ökologischen Zeigerwerte nach Landolt et al. 2010 sind in der Schweiz: Feuchtezahl F = 5v (überschwemmt oder schwimmend), Lichtzahl L = 3 (halbschattig), Reaktionszahl R = 4 (neutral bis basisch), Temperaturzahl T = 4 (kollin), Nährstoffzahl N = 4 (nährstoffreich), Kontinentalitätszahl K = 2 (subozeanisch), Salztoleranz = 1 (tolerant).

## Taxonomie
Die Erstveröffentlichung von Lemna gibba erfolgte 1753 durch Carl von Linné in Species Plantarum, Tomus II, Seite 970.